# Flugplatz Zagreb/Lučko

i7
i11
i13

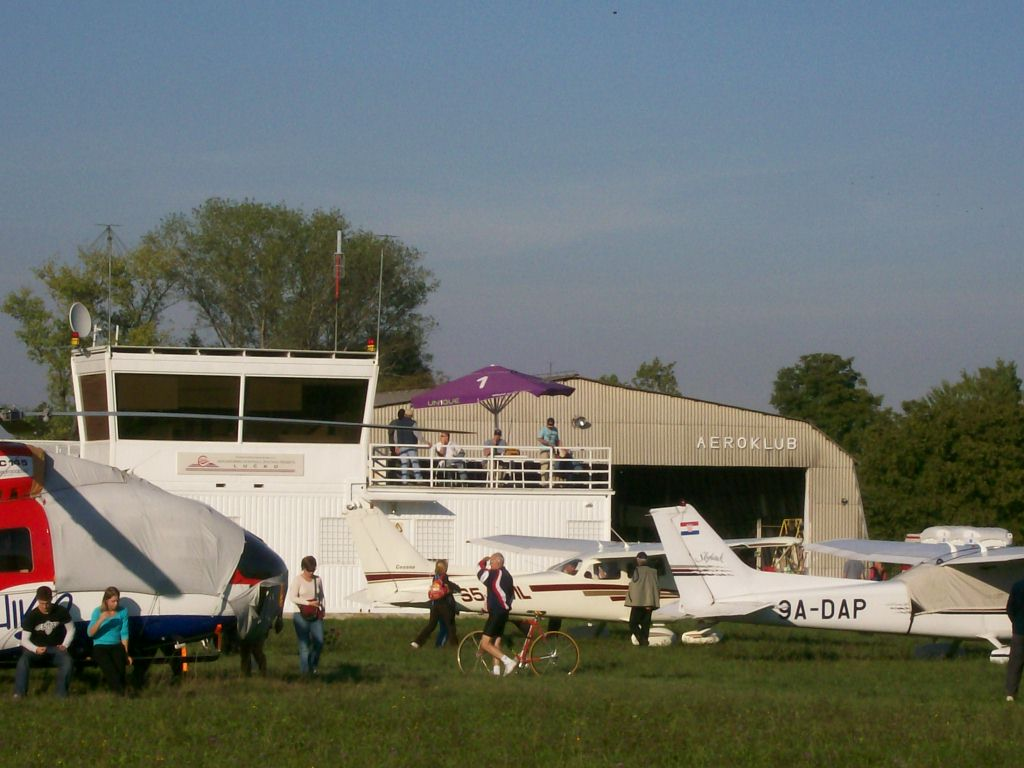
Flugplatz Zagreb-Lučko

Der Flugplatz Zagreb/Lučko (kroat. Zračna luka Zagreb/Lučko, ICAO-Code: LDZL) ist ein ehemaliger Militärflugplatz der kroatischen Stadt Zagreb und liegt 11 km südwestlich von Zagreb. 
Der Aeroklub Zagreb betreibt seit 2000 einen Sportflugplatz auf dem Gelände. 
Er bietet eine Lande- und Unterstellmöglichkeit für Kleinflugzeuge.
Das kroatische Innenministerium hat seine Helikopterstaffel am Flugplatz Zagreb/Lučko stationiert.

## Zwischenfälle
- Am 21. September 1950 wurde eine Douglas DC-3/C-47A-25-DK der jugoslawischen Jugoslovenski Aerotransport (JAT) (Luftfahrzeugkennzeichen YU-ABC) in einer Höhe von 975 Metern in den Berg Medvednica geflogen, 19 Kilometer nordöstlich des Zielflugplatzes Zagreb/Lučko. Bei diesem CFIT (Controlled flight into terrain) wurden 10 der 11 Insassen getötet, drei Besatzungsmitglieder und alle 7 Passagiere.[1]